# Municipio de Elk Lick
El municipio de Elk Lick (en inglés: Elk Lick Township) es un municipio ubicado en el condado de Somerset en el estado estadounidense de Pensilvania. En el año 2000 tenía una población de 2.293 habitantes y una densidad poblacional de 15 personas por km².

## Geografía
El municipio de Elk Lick se encuentra ubicado en las coordenadas 39°44′00″N 79°09′59″O / 39.73333, -79.16639.

## Demografía
Según la Oficina del Censo en 2000 los ingresos medios por hogar en la localidad eran de $30,833 y los ingresos medios por familia eran $36,111. Los hombres tenían unos ingresos medios de $24,732 frente a los $18,160 para las mujeres. La renta per cápita para la localidad era de $14,176. Alrededor del 13,9% de la población estaban por debajo del umbral de pobreza.